# Incidente de Matsumoto
El Incidente de Matsumoto (松本サリン事件 Matsumoto sarin jiken?) fue un acto de terrorismo doméstico perpetrado por miembros de Aum Shinrikyō en Matsumoto, Prefectura de Nagano, Japón, entre la noche del 27 y el amanecer del 28 de junio de 1994. Ocho personas murieron y más de 200 fueron perjudicadas con gas sarín que fue liberado en varias zonas del área de Kaichi Heights. El incidente fue perpetrado alrededor de nueve meses antes del atentado en el Metro de Tokio.

## Descripción
La primera llamada a los cuerpos de emergencia ocurrió alrededor de las 11:00 p. m., a las 4:15 a. m. del día siguiente seis personas habían muerto por el veneno. El 3 de julio los oficiales dijeron que el agente tóxico había sido identificado como gas sarín usando cromatografía de gases y espectrometría de masas.

## Investigación
Aum no fue implicado, incluso después de que una denuncia anónima implicando a la secta fuera dada a la policía. Después del incidente, la policía enfocó su investigación en Yoshiyuki Kōno, cuya esposa fue una víctima y estuvo en coma por causa del gas. Fue descubierto que Kōno había almacenado una gran cantidad de pesticida en su residencia. A pesar del hecho que el sarín no puede ser fabricado de pesticidas, Kōno había sido denominado por algunos en los medios como "el hombre del gas venenoso", recibió correos con mensajes de odio, amenazas de muerte y una intensa presión legal. Después de que fue encontrado inocente cada periódico japonés importante se disculpó con Kōno, incluyendo aquellos que no lo habían declarado sospechoso.
Después del atentado en el Metro de Tokio en 1995, se le echó la culpa al culto Aum Shinrikyō. El jefe de policía, representando al departamento de policía y a los medios se disculpó públicamente con Kōno. La esposa de Kōno murió sin despertar de su coma en 2008.
El incidente de Matsumoto precedió al bien conocido atentado al Metro de Tokio. Algunos miembros de la secta fueron encontrados culpables de ser los autores intelectuales de ambos inicidentes. Combinados, los dos ataques resultaron en 21 muertes y miles de hospitalizados. El principal motivo del incidente fue tratar de matar a los jueces que habían proferido cargos de fraude contra los propietarios de tierra de Aum en Matsumoto, antes de que los jueces dieran el veredicto programado. Aum también usó el incidente de Matsumoto para hacer una prueba de sus futuros planes de liberar el gas en Tokio.